# Castillo feudal
Un castillo feudal o castillo medieval era una construcción defensiva, la cual servía a los señores feudales, para mantener el control de sus posesiones en caso de una amenaza. El caso es un edificio que cumple dos funciones, fortificación y residencia. La mayoría fueron construidos entre el año 1000 y el 1500, en la Edad Media. Era el hogar de un señor que tenía la obligación de proveer hombres que pelearan para el rey. El castillo era una "base de operaciones" y una fortaleza, donde también otras personas podían refugiarse en tiempos de guerra.
En la Edad Media entre el siglo V, caída del Imperio Romano de Occidente, hasta el comienzo de los tiempos antiguos, con el Renacimiento (siglo XV) había pueblos de alta inseguridad, todos estos problemas dieron como consecuencia la creación de un antiguo sistema denominado Feudalismo.

## Características de los castillos feudales o Medievales

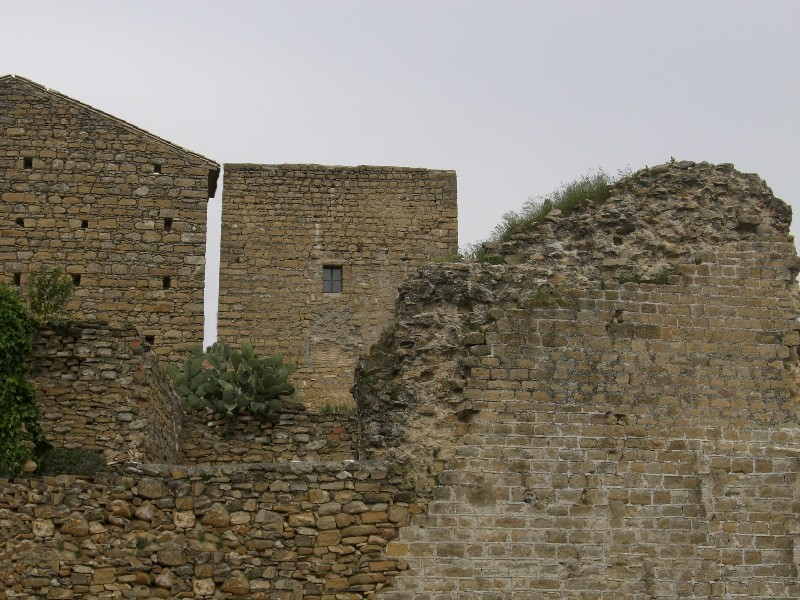
Muralla del Castillo de Begíja.

Las siguientes son algunas de las características más comunes de los castillos feudales.
- La muralla: Todo el recinto va cercado de una alta y gruesa muralla, generalmente transitable por su adarve, es decir, por un camino que la recorre en su parte superior. De trecho en trecho, se intercalan en la muralla cubos o torreones que permiten diversificar los ángulos de tiro y defender mejor las cortinas. Todos los lienzos suelen estar rematados por almenas para la protección de los defensores. También es habitual disponer de matacanes y garitas voladas para mejorar las condiciones de tiro sobre los asaltantes. Al pie de la muralla y rodeándola por el exterior se abre a veces un foso para impedir la aproximación del enemigo; se salva con puentes levadizos. Puede haber más de un anillo defensivo amurallado.

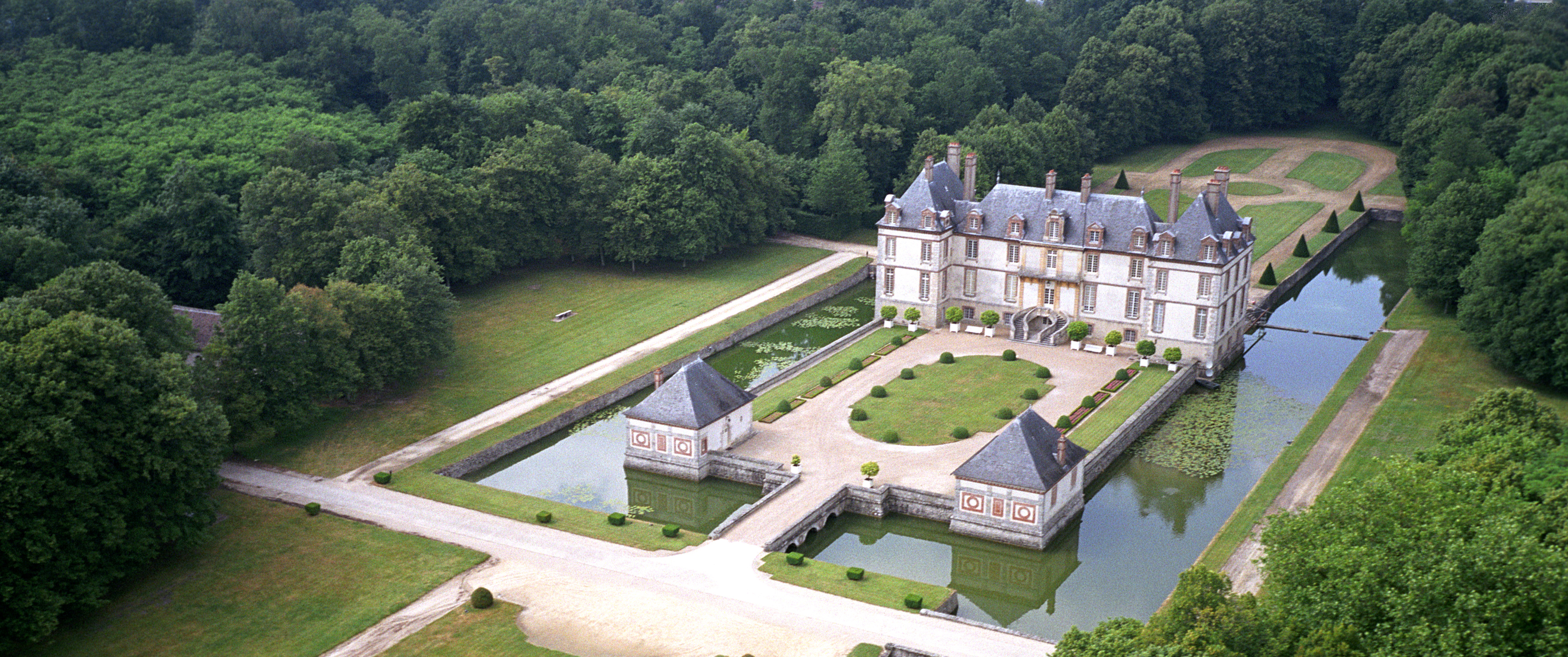
El castillo "ladrillo y piedra" fue construido al principio del siglo XVII al emplazamiento de una antigua fortaleza feudal. Por sus fachadas y sus dos escaleras en herradura, evoca el castillo de Fontainebleau.

- La torre del homenaje: Es la torre principal, la que sirve de residencia del señor y cumple con las funciones más destacadas del castillo, albergando las estancias principales y, en ocasiones, los almacenes de víveres. Se encuentra en la posición más abrigada en relación con un posible ataque exterior, de forma que si sucumbiese el resto de las defensas, esta torre proporcionase un último refugio.
- El patio de armas: Constituye un espacio central que en algunos casos recuerda los claustros monásticos. En torno al patio se distribuyen determinadas estancias, como la capilla (cuando la hay), la sala de recepciones, las naves para acuartelamiento de la tropa, la armería, etc. La entrada al castillo se produce a través del patio de armas; desde él se accede al resto de las dependencias como pasillos de acceso a las mazmorras o incluso a pasadizos secretos de huida, que suelen estar reservados al señor. Torre del homenaje. Es la torre principal, la que sirve de residencia del señor y cumple con las funciones más destacadas del castillo, albergando las estancias principales y, en ocasiones, los almacenes de víveres. Se encuentra en la posición más abrigada en relación con un posible ataque exterior, de forma que si sucumbiese el resto de las defensas, esta torre proporcionase un último refugio.
- Torre barbacana: Es una obra de fortificación situada frente a las murallas y protegiendo una puerta de acceso. Podían contar con portales propios fortificados de paso obligatorio para acceder a la puerta principal
- El rastrillo o peine suele ser una pesada reja, rematada abajo en puntas que formaba parte de las fortificaciones de la puerta, junto al puente levadizo y la barbacana.
- Almenas: Salientes de las murallas o torreones que tenían como función proteger a los defensores, algunas tenían orificios, como troneras (para las armas de fuego) o saeteras (para lanzar armas arrojadizas).
- Adarve o camino de ronda, donde se parapetaban los defensores.
- Matacán: Parapeto y puesto de defensa de un castillo, adosado a la muralla a cierta altura y en voladizo, situado sobre la puerta principal u otros accesos de la fortaleza, desde donde a través del suelo dejaban caer piedras o  sustancias tóxicas o incandescentes sobre los atacantes
- El horno (del latín «furnum») es un aparato que almacena el calor, lo genera por medio de combustión y lo mantiene dentro de un compartimento cerrado. Se utiliza tanto en la cocina para preparar, calentar o secar alimentos, como en la industria. La energía calorífica utilizada para alimentar un horno puede obtenerse directamente, por combustión (leña, gas u otro combustible), radiación (horno solar), o indirectamente, por medio de electricidad (horno eléctrico).

## Habitantes de los castillos

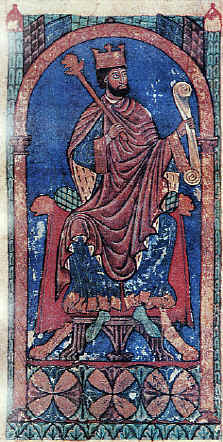
Rey Feudal

- El rey: En la época feudal aún en algunas naciones  monárquicas actuales, suelen atribuirse al monarca poderes divinos, por lo cual es considerado el elegido o enviado de Dios para gobernar. En la Europa occidental, los reyes han habitado siempre grandes y lujosas construcciones, principalmente palacios y castillos, donde gozaron de privilegios materiales.
- Bayrón: Los barones eran los nobles más poderosos. Obtuvieron sus feudos directamente del monarca (rey), A cambio de estas importantes haciendas, cada barón debía proveer varios miles de hombres para que pelearan en defensa del rey. De otro modo, debían pagar un tributo.
- Señor: Los señores (Lord), o caballeros (Sir) obtenían feudos de los barones diciendo a cambio de servicios militares. A diferencia de los extensos feudos de los barones, la hacienda de un señor podía ser pequeña, a menudo tan solo una aldea, con su castillo o mansión fortificada.
- Campesinos: A los campesinos medievales se les asignaban pequeños terrenos, parte del feudo del señor local, que ellos podían cultivar. Debían entregar parte de sus productos al señor, dueño de todas las herramientas que ellos empleaban en su trabajo.
- Funcionarios: Existían diferentes tipos de funcionarios: el senescal era uno de los funcionarios más relevantes del señor, él se encargaba de llevar las cuentas y organizaba el trabajo de la mansión. El alguacil asignaba trabajos a los campesinos y el magistrado principal supervisaba el trabajo en el campo.
- La servidumbre (del latín servus) es un tipo de relación social mediante la cual una persona queda completamente sometida a otra, o entregada a su servicio, sin tener la condición de esclava. La servidumbre fue una forma típica de relación en Europa durante el feudalismo, y en las colonias europeas en América, África y Asia, bajo la forma de servidumbre indígena, encomiendas y otras modalidades.